# Bodo Witte
Bodo Witte (* 13. April 1930; † 11. Juli 2015) war ein deutscher Theaterintendant. 

## Leben
Bodo Witte wirkte von 1959 bis 1965 am Theater Nordhausen und wechselte anschließend an das Theater Erfurt, wo er bis 1991 blieb. Neben dem Opern- und dem Schauspielhaus leitete und integrierte er Kabarett und Puppentheater im Rahmen der Städtischen Bühnen.
Unter Wittes Leitung kamen bereits Inszenierungen von Porgy and Bess, West Side Story und Cabaret zustande. An unbekannten und neuen Opern kamen etwa Andrea Chénier und Das Erdbeben in Chili heraus, und er hatte auch eine profilierte Ballett-Truppe. Im Schauspiel pflegte er auch Bertolt Brecht und Heiner Müller, und es gab Tibor Dérys Fiktiver Report über ein amerikanisches Pop-Festival (angelehnt an die Ereignisse auf dem Altamont Free Concert 1969).

## Auszeichnungen
- 1966: Johannes-R.-Becher-Medaille[1]
- 1977: Kulturpreis der Stadt Erfurt